# Чулпаново (платформа)
Чулпа́ново — остановочный пункт на двухпутном электрифицированном перегоне Куркачи — Арск Казанского отделения Горьковской железной дороги — филиала ОАО «РЖД». Был открыт в 1951 году. Расположен на территории Арского района Республики Татарстан. Здание билетной кассы со стороны первого главного пути. Ближайший населённый пункт — село Чулпаново.